# 志々田浩太郎
志々田 浩太郎（ししだ こうたろう、1966年〈昭和41年〉5月26日 - ）は、日本の政治家、郵政官僚。元東京都武蔵村山市長（2期）。桃源堂ホールディングス代表取締役。

## 概要
東京都北多摩郡村山町(現武蔵村山市)生まれ。武蔵村山市立第三中学校、東京都立立川高等学校を経て、1991年北海道大学文学部卒業。北大卒業後、郵政省に入省し、通信政策局に配属される。1993年に郵政省を退官し、結党から間もない日本新党に入党。日本新党の政策綱領の作成に携わった。
1994年、27歳で武蔵村山市長選挙に無所属で立候補し、初当選。2023年4月に高島崚輔が26歳2か月で芦屋市長に当選するまで全国で史上最年少の市長だった。
1998年の武蔵村山市長選で再選。
2002年の武蔵村山市長選にも3選を目指して出馬したが、元武蔵村山市助役の荒井三男に敗れ、落選。